# Pszichiáter

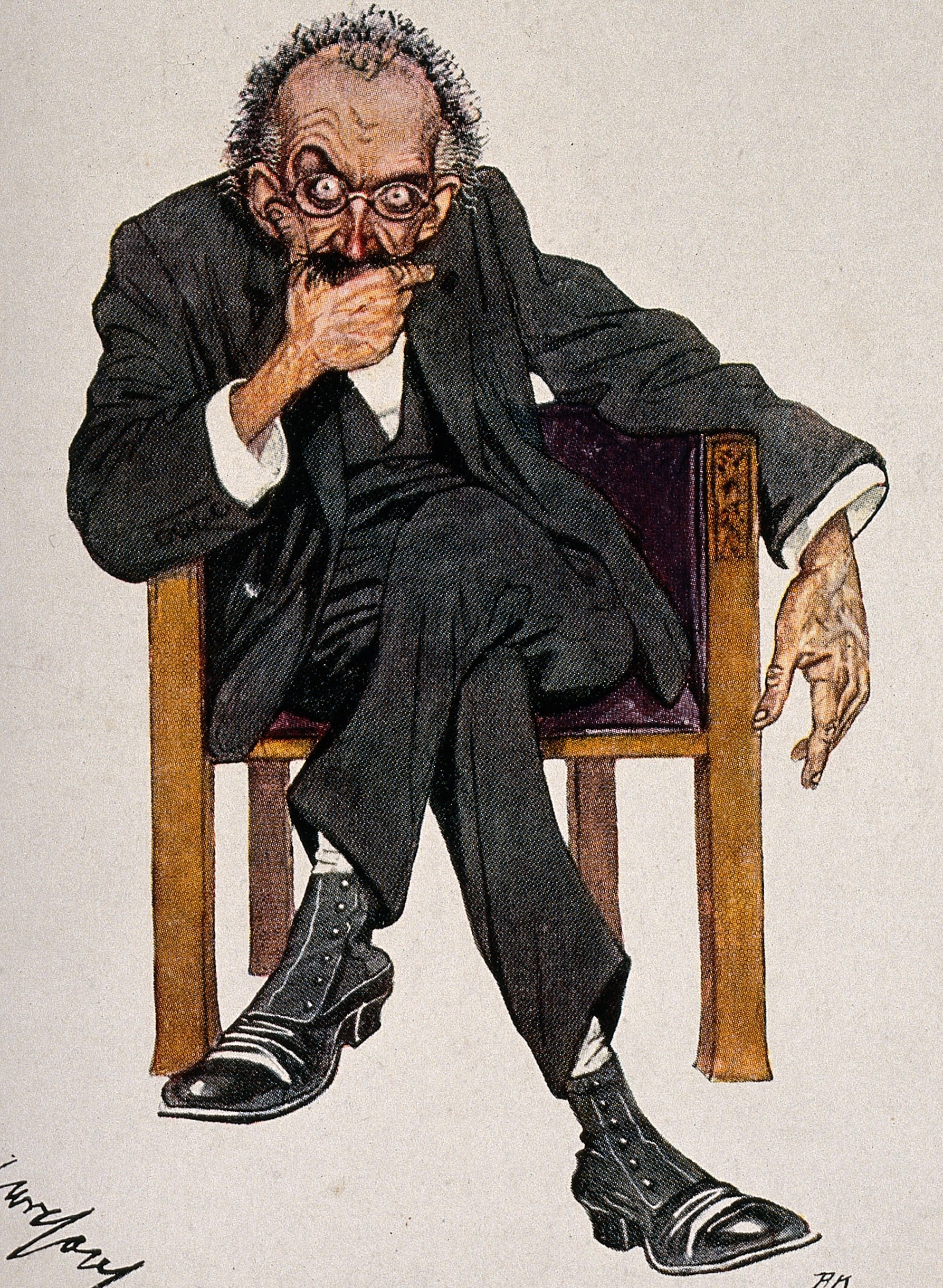
Karikatúra a pszichiáterről az 1930-as évekből

A pszichiáter, elmegyógyász vagy elmeorvos, esetleg mára elavult szóhasználattal őrjorvos olyan orvos, aki rendelkezik pszichiátriai szakképesítéssel.

## Képzés
Az orvosi egyetem befejezése után van lehetőség pszichiátriai szakorvosi képzésben részt venni. Ez egy 5 éves képzés rendszeres, havi gyakoriságú elméleti képzéssel, pszichiátriai osztályon történő rezidens orvosi munkával illetve különböző osztályokon (pl. sürgősségi, rehabilitációs, belgyógyászati stb.) való rövidebb gyakorlatokkal. Ebben az időszakban a rezidens orvos csak pszichiáter szakorvosi felügyelet mellett dolgozhat. A képzés befejeztével a sikeres pszichiátriai szakvizsga után válik pszichiáter szakorvossá. 

## Különbségek pszichológus és pszichiáter között

### Képzésüket tekintve
- a pszichiáter (Magyarországon) valamely egyetem általános orvostudományi karán végzett olyan szakember, aki a hatéves képzés elvégzése után pszichiátriára szakosodott. A pszichológus ezzel szemben nem orvostudományi, hanem bölcsészettudományi képzés keretei között szerzi meg tudását.
- a kiképző egyetemi karok közötti különbségből adódik az a további eltérés, hogy míg a pszichiáterek a  hatéves képzés során megkapják az emberi szervezet felépítésére és működésére vonatkozó, minden orvostól egyformán elvárható alaptudást, addig a pszichológusok csak bevezető kurzusokat kapnak anatómiából és élettanból.
- a pszichológusok az általános orvosokból lett pszichiáterekkel szemben így nem rendelkeznek azokkal a nélkülözhetetlen orvosi alapismeretekkel, amik például a gyógyszerek felelősségteljes felírását tennék lehetővé, ezért pszichológus a gyógyszerek felírásának jogával nem rendelkezik.

A pszichiáterek és pszichológusok pszichiátriákon és egyéni, az állami intézményrendszertől független rendelésben egyaránt dolgozhatnak. Az állami intézményrendszeren kívül folytatott gyógyító munka feltétele a pszichoterápiás képzettség megszerzése.
Pszichoterápiás képzésre orvosok közül az jelentkezhet, akinek szakvizsgája van, pszichológusok közül pedig az, aki klinikai szakpszichológus, alkalmazott egészségpszichológiai szakpszichológus vagy neuropszichológiai szakpszichológus végzettséggel rendelkezik.

### Munkájukat tekintve
A pszichiátriákon foglalkoztatott pszichiáterek és pszichológusok közötti különbség a gyógyszerfelírás jogán kívül a munkamegosztásban is megmutatkozik.
- a pszichoterápiás képesítés nélküli pszichológus a betegek (teszteken és explorációs beszélgetéseken alapuló) diagnosztikájával foglalkozik, klinikai véleményt ír, illetve betegvezetést vállal. Pszichoterápiás képesítéssel továbbá a pszichológus gyógyító kapcsolatba léphet a pácienssel.
- a pszichiáter a gyógyszerek felírása mellett a betegek intézményrendszerbe való fogadását végzi, mentális státuszt készít, betegségkategóriába sorol valamely nemzetközileg elfogadott diagnosztikus rendszer (pl. BNO, vagy DSM-IV) alapján, illetve pszichoterápiás képesítés megléte esetén gyógyító kapcsolatba lép a betegekkel.

## Működési területek

### Egészségügy
Az egészségügyben több területen dolgoznak pszichiáterek.
- Gyermekpszichiátria
- Felnőtt pszichiátria
- Neuropszichiátria

### Igazságügy
Pszichiáterek dolgoznak az igazságügy területén is (igazságügyi elmeszakértők).

## Híres pszichiáterek

### Híres magyar pszichiáterek
- Böszörményi-Nagy Iván – úttörő családterapeuta
- Csáth Géza – író, orvos, zenekritikus
- Gaszner Péter OPNI-nál osztályvezető főorvos, a Semmelweis Egyetem egyetemi tanára.
- Csernus Imre
- Ferenczi Sándor – Freud munkatársa
- Magyar Kálmán akadémikus
- Knoll József akadémikus
- Szász Tamás – az anti-pszichiátria népszerűsítője
- Pásztor Emil akadémikus.
- Szondi Lipót – a Szondi-teszt megalkotója
- Veér András – az OPNI volt igazgatója.

### Híres külföldi pszichiáterek
- Alfred Adler – Freud munkatársa, az individuálpszichológia megalkotója
- Alois Alzheimer – Az Alzheimer-kór leírója.
- Sigmund Freud – A pszichoanalízis megalkotója.
- Carl Gustav Jung – Freud munkatársa
- Eric Richard Kandel – Orvosi Nobel-díj, 2000